# Sjah Shuja Durrani

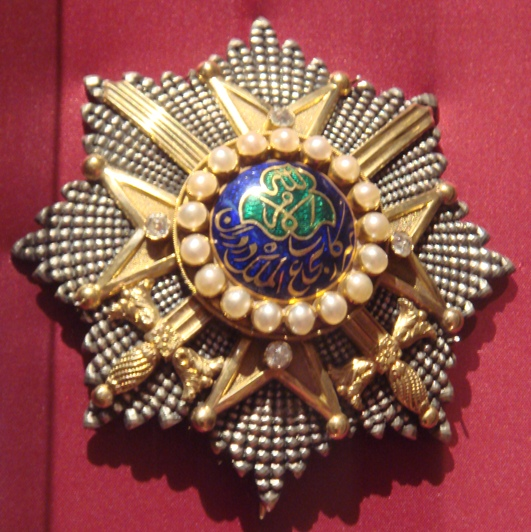
Orde van het Durrani-rijk, opgericht door Shuja Shah in 1839. Het werd toegekend aan een aantal officieren van het Bengaalse leger. Het bevindt zich vandaag in het Musée national de la Légion d'Honneur et des Ordres de Chevalerie.

Shuja Shah Durrani (Pasjtoe/Perzisch: شاہ سلطان شجاع شاہ ابدالی درانی) (4 november 1785 – 5 april 1842) was heerser van het Durrani-rijk van 1803 tot 1809. Vervolgens regeerde hij van 1839 tot aan zijn dood in 1842. Shuja Shah, de zoon van Timur Shah Durrani, behoorde tot de etnische pasjtoens. Hij werd de vijfde emir van Afghanistan.

## Biografie
Shuja Duranni was een jongere broer van Zaman Sjah Durrani en hij was veertien jaar oud toen zijn broer werd afgezet en van diens zicht werd beroofd. Tijdens de staatsgreep op zijn broer waren er ook soldaten op Shuja Duranni afgestuurd, maar hij was in staat om uit de handen van zijn achtervolgers te blijven. Hij zwierf enige tijd met wat metgezellen door de Afghaanse bergen.
In 1803 kreeg Shuja Duranni de kans om de macht te grijpen. Indertijd werd Kabul door een interne strijd verscheurd en in deze strijd wist hij de macht te verkrijgen. Hij vergaf iedereen die in opstand was gekomen tegen Sjah Zaman, alleen Ishaq Shinwari werd gestraft voor het blindmaken van zijn broer. Als straf werd zijn mond vol kruit gestopt en bliezen ze hem op.
Shuja Duranni spoorde daarna ook de twee grootste kostbaarheden op, de Koh-i-Noor en de Fakhraj-diamant. In 1809 verloor hij een veldslag van zijn voorganger, Mahmud Sjah Durrani, en werd hij afgezet. Tijdens zijn ballingschap trok Shuja Duranni naar het hof van Ranjit Singh, maar verliet hem al snel om een leger in het noorden op te trommelen. Tijdens zijn omzwervingen werd hij gevangen genomen en werd hij opgesloten Ata Mohammed Khan. Zijn vrouw onderhandelde met Singh om diens vrijlating en deze stuurde in 1813 een leger om Shuja te bevrijden waarop hij naar Lahore werd gebracht.
Ranjit Singh sloot Shuja op zijn eigen beurt op om de Koh-i-Noor in handen te krijgen, de rijkdom die de vrouw van Shuja had beloofd bij het verkrijgen van de vrijheid van haar man. Pas na lange onderhandelingen gaf hij de diamant op aan Singh.
In 1839 wist hij met de steun van Ranjit Singh weer de troon van zijn koninkrijk te bestijgen. Hij overleed drie jaar later.

## Galerij

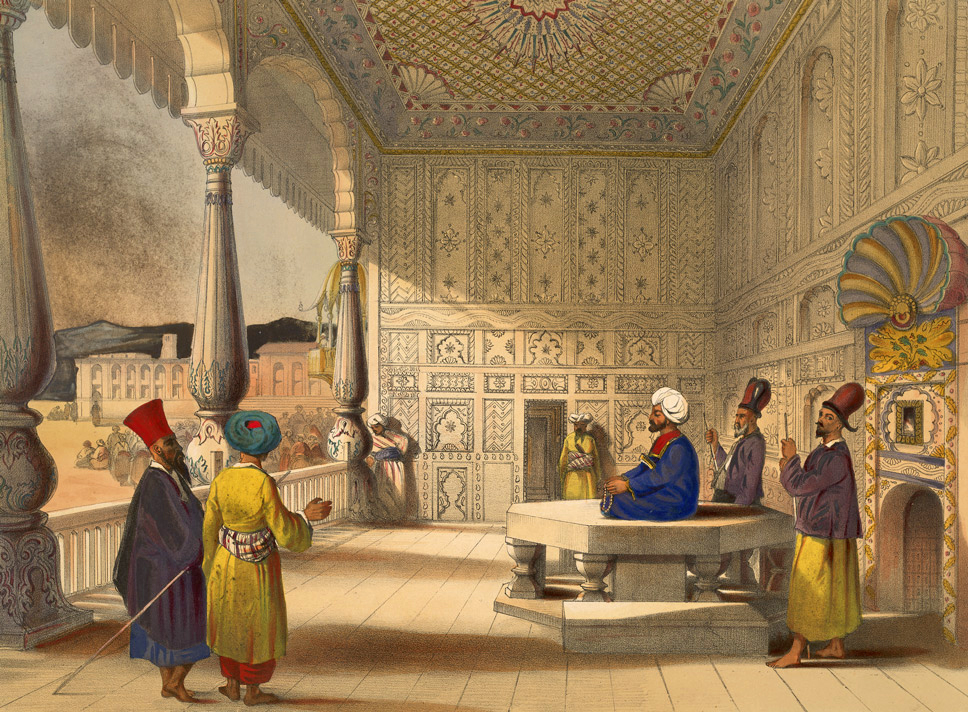
Shah Shuja in zijn paleis.
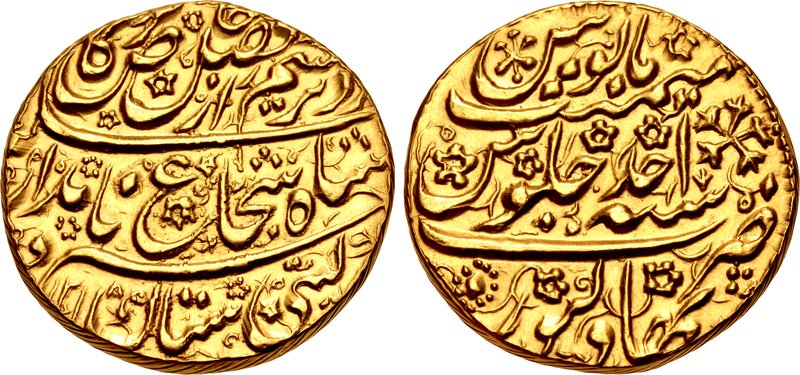
Munt van Shah Shuja geslagen Bahawalpur